# Dolly Buster

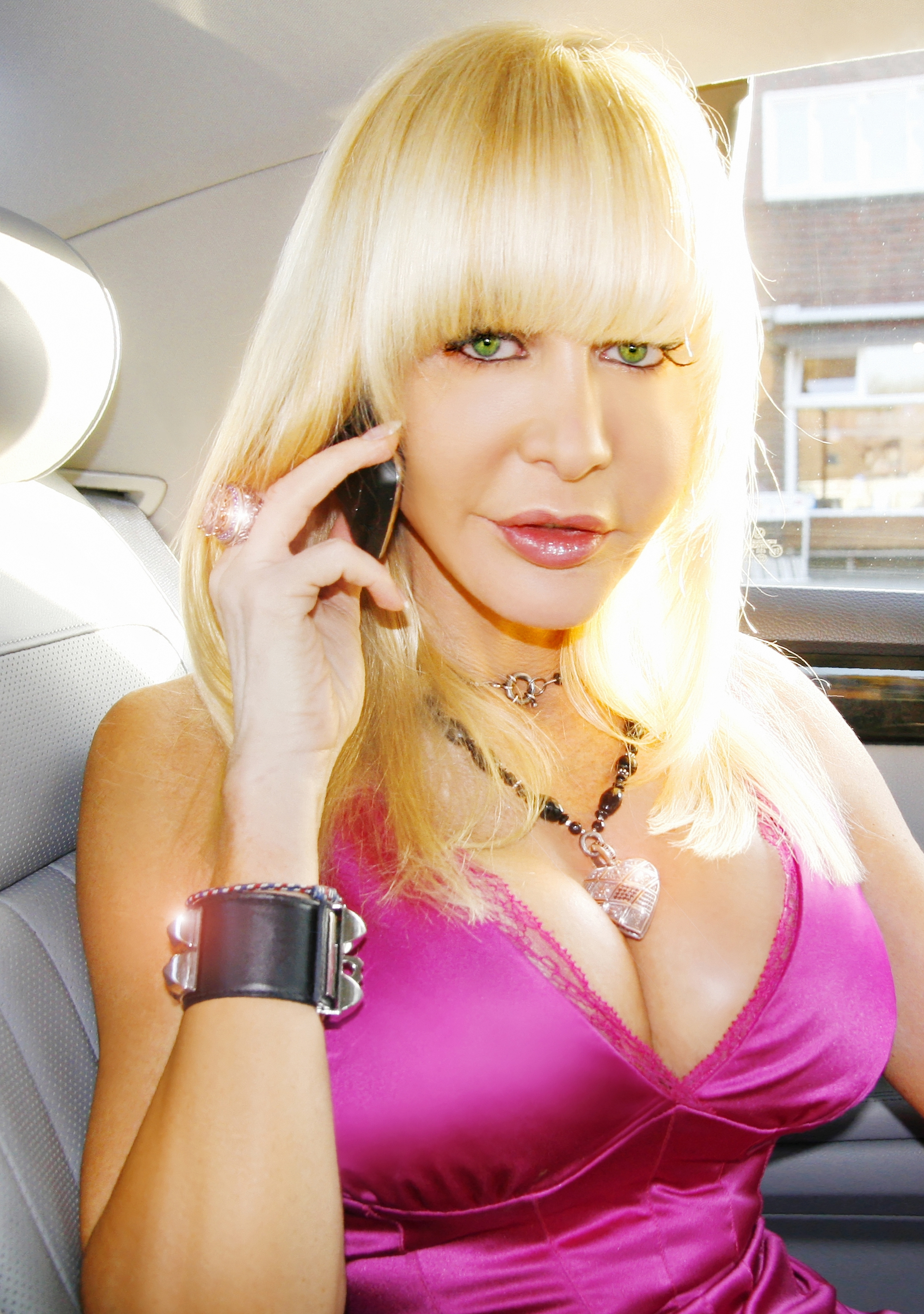
Dolly Buster 2011

Dolly Buster, ursprungligen Kateřina Nora Bochníčková, född 23 oktober 1969 i Prag, Tjeckoslovakien, är en tysk-tjeckisk porrskådespelare.
Hon lämnade Tyskland efter 16 år och har varit med i ett antal porrfilmer efter att ha blivit mycket inspirerad av den italienska porrskådespelaren Cicciolina. 2004 försökte Dolly Buster bli inröstad till Europaparlamentet men fick endast 0,71% av rösterna.
Dolly Buster har även varit tillsammans med porrskådespelerskan Savannah. Dolly Buster har gjort ett flertal filmer med olika fetischer, bland annat har hon medverkat i inspelning av fisting. 

## Filmografi
- Voll normaaal (1994)
- Marys verrücktes Krankenhaus (1995)
- San Francisco Connection (1996)
- Rings of Lust (1996)
- At the Club (1996)
- Das Taschenorgan (2000)
- Hawaii Connection (1997)
- Dreams of Fetish 1 (1997)
- Dreams of Fetish Part 2 (1998)
- Welcher Mann sagt schon die Wahrheit (2001)
- Extasy (2002)
- Crazy Race (2003)
- Pudelmützen Rambos (2004)
- Kameňák 3 (2005)